# Lothar Meyer
Julius Lothar Meyer (Varel, Oldenburgi Nagyhercegség, 1830. augusztus 19.  – Tübingen, Württembergi Királyság, 1895. április 11.) német kémikus.

## Pályája, felfedezései
A kémia korszerű elmélete című művében (1864) már közölt egy 28 elemből álló táblázatot, amiben a csoportosítás még a vegyérték volt. 1868-ban már egy 57 elemből álló rendszert készített, de azt csak Mengyelejev periódusos rendszerének megjelenése után tette közzé.
"Már 1864-ben találtam olyan szabályszerűségeket, amelyek az addig különbözőnek tekintett kémiai elemcsaládokat ugyanabba a rendszerbe sorolták. Az atomsúlyok pontos meghatározása révén azóta a mostanáig felfedezett, kellőképpen ismert elemek is bekerülhettek ebbe a rendszerbe. Nemrégiben Mengyelejev mutatta meg, hogy ilyen elrendezés előállítható, ha az összes elem atomsúlyát, mindenféle önkényes válogatás nélkül, egyszerűen nagyságuk szerint egyetlen sorba rakjuk, a sort részekre osztjuk, s a részeket változatlan sorrendben fűzzük" — írta erről később. Az orosz tudóstól eltérően Meyer sosem jutott el addig, hogy táblázatában üres helyeket hagyott volna a még fel nem fedezett elemek számára. Megállapította viszont, hogy az atomsúllyal szabályosan változik az elemek atomtérfogata.

## Fontosabb művei
- A kémia korszerű elmélete (Die modernen Theorien der Chemie) — 1864, könyv
- A kémiai elemek természete atomsúlyaik függvényében — 1870, Annalen der Chemie, Supplementband 7, 354–364.

## Fordítás
- Ez a szócikk részben vagy egészben  a   Julius Lothar Meyer című angol Wikipédia-szócikk ezen változatának fordításán alapul.  Az eredeti cikk szerkesztőit annak laptörténete sorolja fel. Ez a jelzés csupán a megfogalmazás eredetét és a szerzői jogokat jelzi, nem szolgál a cikkben szereplő információk forrásmegjelöléseként.